# Бьирингиро, Лаг
Лаг Бьирингиро (руанда Lague Byiringiro; род. 25 октября 2000, Руанда) — руандийский футболист, нападающий клуба «Полис» и национальной сборной Руанды.

## Клубная карьера
На молодёжном уровне выступал за «Исонгу». В её составе участвовал в международном турнире в ивуарийском Абиджане. В начале 2018 года перешёл в команду АПР. По итогам сезона стал вместе с командой чемпионом страны. В марте 2021 года проходил просмотр в швейцарском «Базеле», а летом того же года в другом швейцарском клубе — «Ксамаксе».
В январе 2023 года перешёл в шведский «Сандвикен», с которым подписал контракт, рассчитанный на четыре года. Первую игру за клуб провёл 13 мая в матче первого дивизиона с «Буденом», появившись на поле в середине второго тайма. По итогам сезона клуб занял первое место в турнирной таблице и вышел в Суперэттан.

## Карьера в сборной
Выступал за юношескую и олимпийскую сборные Руанды. В марте 2019 года впервые был вызван в национальную сборную на матч отборочного турнира Кубка африканских наций с Кот-д’Ивуаром. Дебютировал за сборную 26 января 2021 года в матче Чемпионата африканских наций с Того, появившись на поле в стартовом составе.

## Клубная статистика
| Выступление      | Выступление      | Выступление      | Лига | Лига | Кубки | Кубки | Конт. кубки | Конт. кубки | Итого | Итого |
| Клуб             | Лига             | Сезон            | Игры | Голы | Игры  | Голы  | Игры        | Голы        | Игры  | Голы  |
| ---------------- | ---------------- | ---------------- | ---- | ---- | ----- | ----- | ----------- | ----------- | ----- | ----- |
| Сундсвалль       | Дивизион 1       | 2023             | 22   | 8    | 2     | 0     | 0           | 0           | 24    | 8     |
| Сундсвалль       | Суперэттан       | 2024             | 3    | 0    | 0     | 0     | 0           | 0           | 3     | 0     |
| Сундсвалль       | Итого            | Итого            | 25   | 8    | 2     | 0     | 0           | 0           | 27    | 8     |
| Всего за карьеру | Всего за карьеру | Всего за карьеру | 25   | 8    | 2     | 0     | 0           | 0           | 27    | 8     |

## Статистика в сборной
| Матчи и голы Лага Бьирингиро за национальную сборную Руанды | Матчи и голы Лага Бьирингиро за национальную сборную Руанды | Матчи и голы Лага Бьирингиро за национальную сборную Руанды | Матчи и голы Лага Бьирингиро за национальную сборную Руанды | Матчи и голы Лага Бьирингиро за национальную сборную Руанды | Матчи и голы Лага Бьирингиро за национальную сборную Руанды |
| №                                                           | Дата                                                        | Оппонент                                                    | Счёт                                                        | Голы                                                        | Соревнование                                                |
| ----------------------------------------------------------- | ----------------------------------------------------------- | ----------------------------------------------------------- | ----------------------------------------------------------- | ----------------------------------------------------------- | ----------------------------------------------------------- |
| 1                                                           | 26 января 2021                                              | Того                                                        | 3:2                                                         | 0                                                           | Чемпионат африканских наций 2020                            |
| 2                                                           | 31 января 2021                                              | Гвинея                                                      | 0:1                                                         | 0                                                           | Чемпионат африканских наций 2020                            |
| 3                                                           | 24 марта 2021                                               | Мозамбик                                                    | 1:0                                                         | 1                                                           | Отборочные матчи КАН-2021                                   |
| 4                                                           | 30 марта 2021                                               | Камерун                                                     | 0:0                                                         | 0                                                           | Отборочные матчи КАН-2021                                   |
| 5                                                           | 4 июня 2021                                                 | ЦАР                                                         | 2:0                                                         | 0                                                           | Товарищеский матч                                           |
| 6                                                           | 1 сентября 2021                                             | Мали                                                        | 0:1                                                         | 0                                                           | Отборочные матчи ЧМ-2022                                    |
| 7                                                           | 5 сентября 2021                                             | Кения                                                       | 1:1                                                         | 0                                                           | Отборочные матчи ЧМ-2022                                    |
| 8                                                           | 3 января 2022                                               | Гвинея                                                      | 3:0                                                         | 0                                                           | Товарищеский матч                                           |
| 9                                                           | 6 января 2022                                               | Гвинея                                                      | 0:2                                                         | 0                                                           | Товарищеский матч                                           |
| 10                                                          | 9 сентября 2023                                             | Сенегал                                                     | 1:1                                                         | 0                                                           | Отборочные матчи КАН-2023                                   |
| 11                                                          | 15 ноября 2023                                              | Зимбабве                                                    | 0:0                                                         | 0                                                           | Отборочные матчи ЧМ-2026                                    |
| 12                                                          | 21 ноября 2023                                              | ЮАР                                                         | 2:0                                                         | 0                                                           | Отборочные матчи ЧМ-2026                                    |
| 13                                                          | 22 марта 2024                                               | Ботсвана                                                    | 0:0                                                         | 0                                                           | Товарищеский матч                                           |

Итого:13 матчей и 1 гол; 5 побед, 5 ничьих, 3 поражения.